# Imber (Wiltshire)
Koordinaten: 51° 14′ 7,8″ N, 2° 3′ 0,8″ W

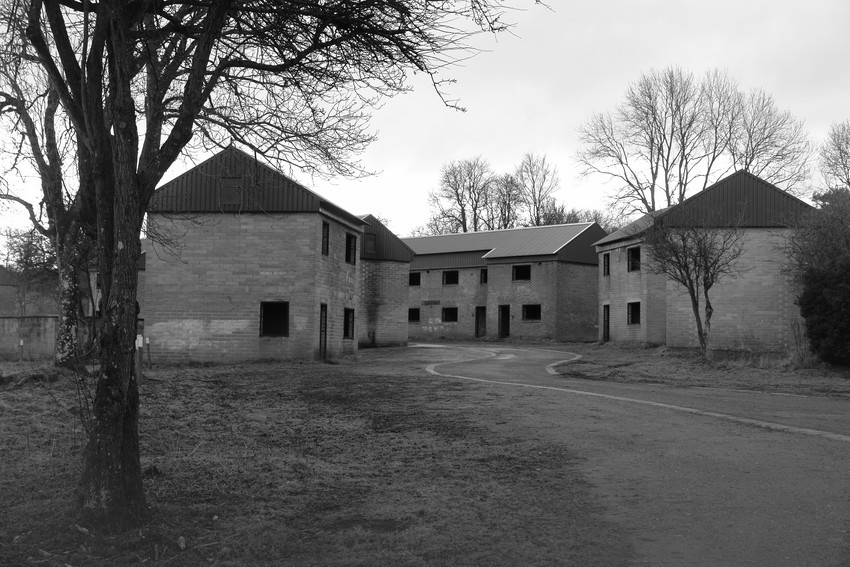
Imber Village

Imber ist ein heute unbewohntes Dorf im Salisbury Plain und Übungsgelände der britischen Armee. Die Geisterstadt befindet sich in einer abgelegenen Tiefebene, etwa 4 Kilometer westlich der A360 zwischen Tilshead und West Lavington.

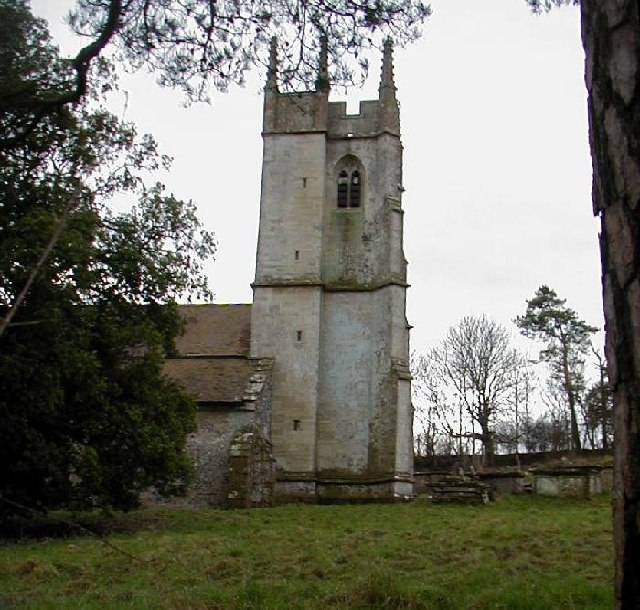
Kirche St Giles

## Geschichte
Die erste urkundliche Erwähnung der Ortschaft Imber erfolgte im Jahre 967. Auch im Domesday Book (Grundbuch von England) ist der Ort belegt. Die Dorfkirche St Giles stammt aus dem 13. Jahrhundert und verfügt über bemerkenswerte Wandmalereien. 1987 wurde die Kirche unter Denkmalschutz gestellt. In der relativ dünn besiedelten und abgelegenen Gegend waren die meisten Bewohner in der Landwirtschaft tätig. Imber ist in den Akten der Volkszählung in England enthalten. Die Bevölkerungszahl erreichte ihren Höhepunkt von 440 Personen im Jahr 1851, die 1931 auf 152 zurückgegangen war. 1931 war auch die letzte belegte Volkszählung in Imber. Seit 1951 wird im Census die Einwohnerzahl 0 geführt.

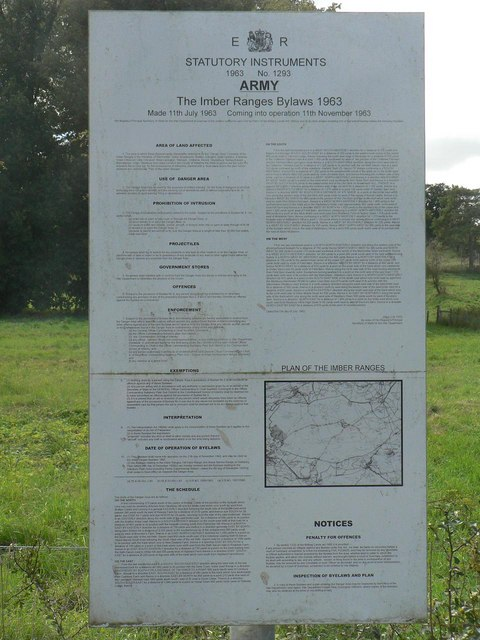
Hinweisschild

1943 wurde die Zivilbevölkerung umgesiedelt und Imber geräumt, es wurde zum Trainingsgebiet für die amerikanischen Truppen in Vorbereitung zum Häuserkampf für die Invasion während des Zweiten Weltkrieges. Nach dem Krieg wurde den Dorfbewohnern nicht mehr erlaubt, in ihre Heimat zurückzukehren. Das Dorf, das heute Teil der Gemeinde von Heytesbury ist, blieb unter der Kontrolle des britischen Verteidigungsministeriums. Der Zugang der Zivilbevölkerung ist auf wenige offene Tage im Jahr beschränkt.